# Gileppe
Gileppe är ett vattendrag i Belgien.   Det ligger i provinsen Liège och regionen Vallonien, i den östra delen av landet, 120 km öster om huvudstaden Bryssel.
I omgivningarna runt Gileppe växer i huvudsak blandskog. Runt Gileppe är det ganska glesbefolkat, med 47 invånare per kvadratkilometer.